# 巴吞旺县

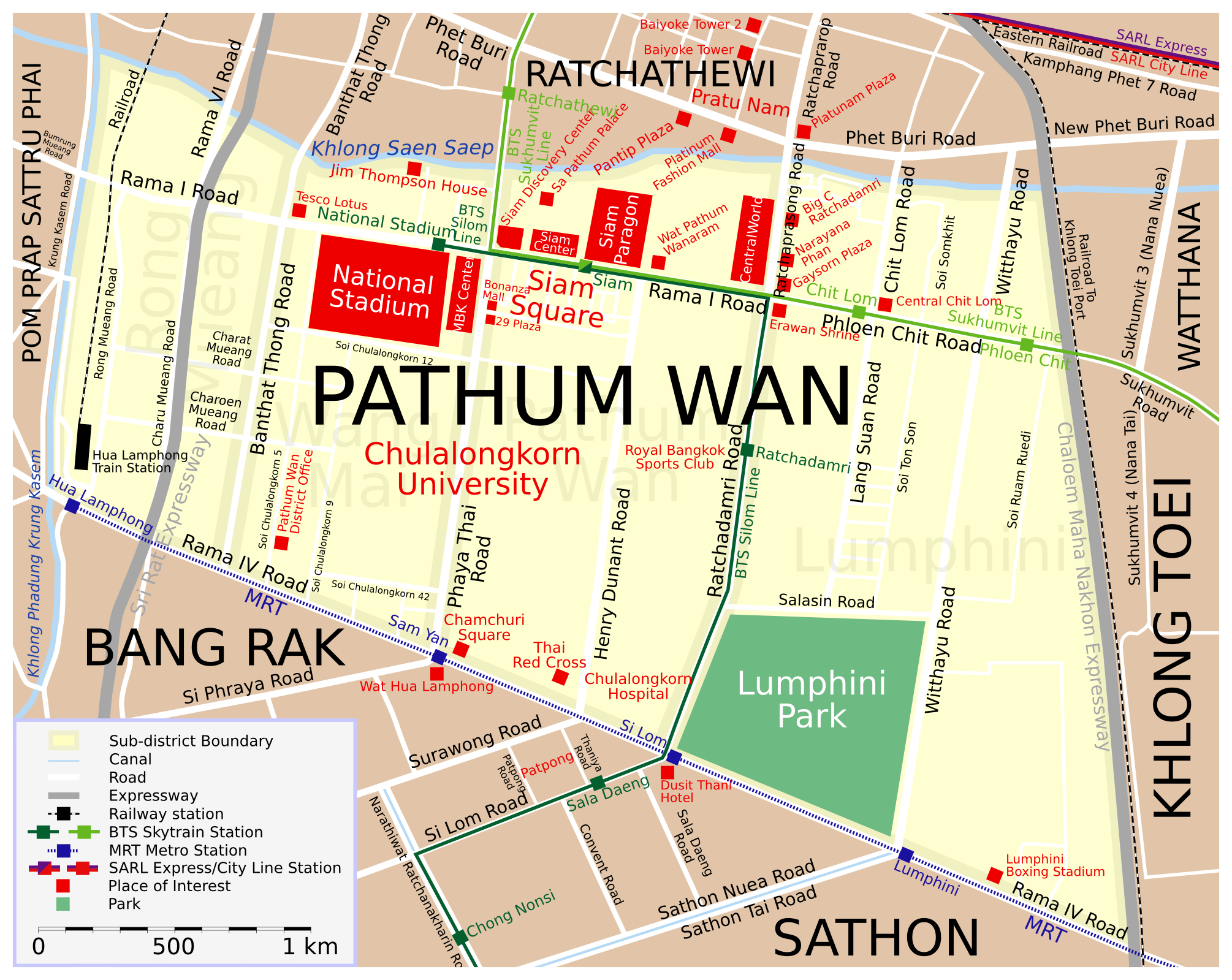
地图

巴吞旺县（音素換寫：Pthumwạn，皇家轉寫：Pathum Wan）或巴吞宛县，为泰国曼谷的50个区之一。毗邻的区份为：拉差貼威縣、宛他那縣、空堤縣、沙吞縣、挽叻縣、邦巴沙都拍县以及律实县。

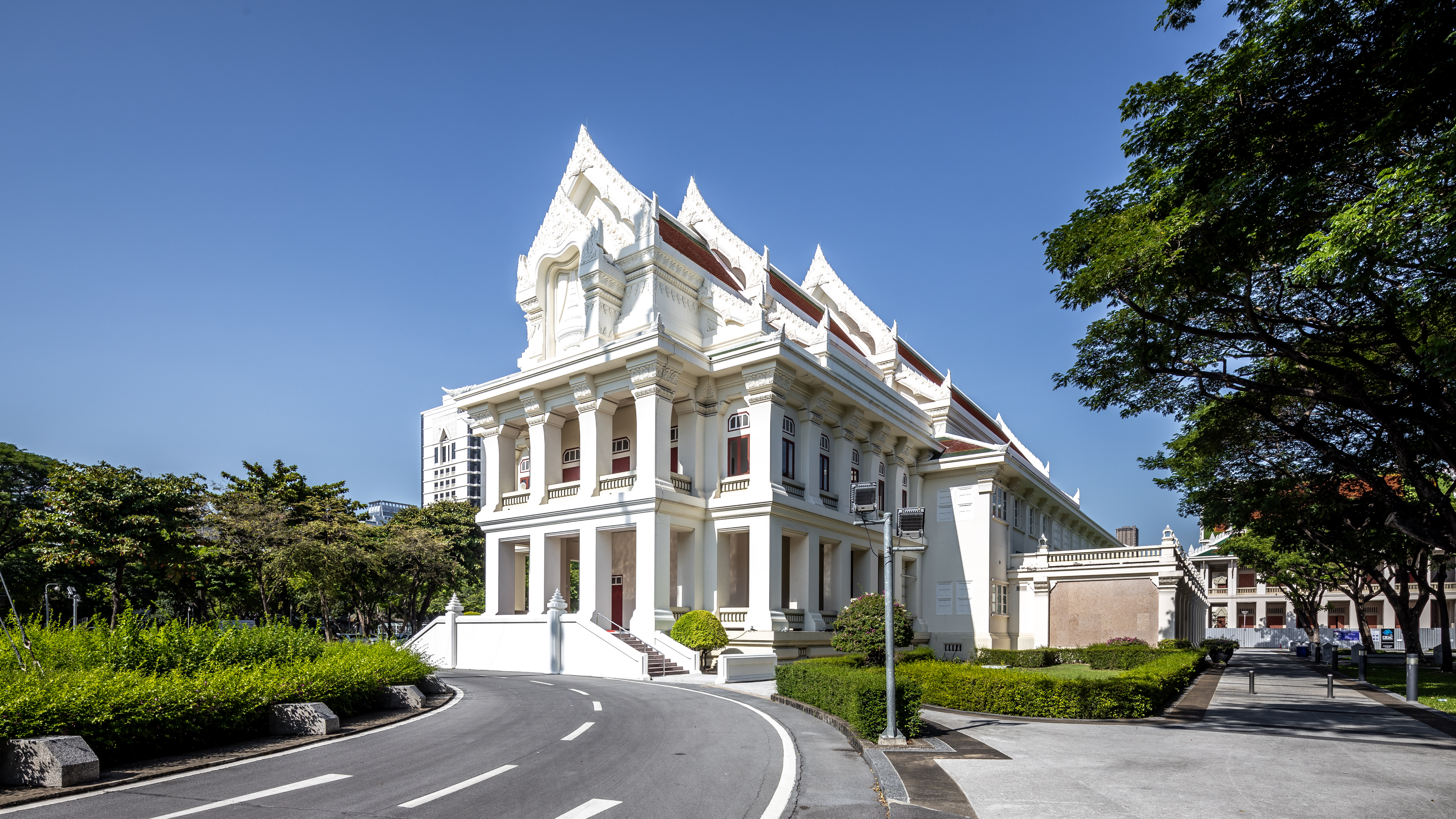
群僑商業中心

巴吞旺县为著名的购物，暹罗区和拉差巴颂是曼谷最繁华的购物中心。
日本大使館、瑞士大使館、英國大使館及美国大使馆均位于巴吞旺县。